# 雅安碘泡虫
雅安碘泡虫（学名：Myxobolus yaanensis）为碘泡科碘泡虫属的动物。在中国，分布于四川等，营寄生生活，寄生在似䱻的鳃。